# PGL Major Copenhagen 2024
A PGL Major Copenhagen 2024, também conhecido como PGL Major 2024 ou Copenhague 2024, é o primeiro Campeonato Major de Counter-Strike 2. Foi realizado em Copenhague, Dinamarca, na Royal Arena, de 17 a 31 de maio de 2024. Vinte e quatro equipes se classificaram por meio de classificações regionais e apresentará um prêmio total de US$ 1.250.000. Esse foi o quarto Campeonato Major organizado pela PGL e o primeiro em Copenhague, depois do PGL Major: Kraków 2017, PGL Major Stockholm 2021 e PGL Major Antwerp 2022 .
A Natus Vincere venceu o campeonato após derrotar a FaZe por 2 a 1, sendo o último mapa de extremo domínio da equipe Ucrâniana e se torna a primeira equipe campeã de um campeonato major de CS2 

## Formato
Em 4 de novembro de 2023, foi anunciado que a Valve havia renomeado os estágios do Major de Fase dos Desafiadores, Fase das Lendas e Fase dos Campeões para “Fase de Abertura”, “Fase de Eliminação” e “Fase de Playoff”, respectivamente.
Assim como os Majors anteriores, que usavam uma fase de grupos com sistema suíço, vinte e quatro equipes se classificaram para o torneio. Isso inclui dezesseis equipes que se classificaram para a Fase de Abertura. As oito melhores equipes da Fase de Abertura passaram para a Fase de Eliminação, juntamente com oito equipes que se classificaram diretamente das eliminatórias do Regional Major Ranking (RMR). Finalmente, as oito melhores equipes da Fase de Eliminação jogaram uma Fase de Playoffs de eliminação simples para determinar o campeão.
Nas duas primeiras etapas, todas as partidas, exceto as de progressão ou eliminação, que são disputadas em melhor de três, são jogadas em um formato de melhor de um. Todas as partidas na Fase de Playoffs são disputadas em um formato de melhor de três. É o primeiro Major a ser disputado com o formato de 12 rodadas por tempo no Counter-Strike 2.

### Mapas
- Mirage
- Inferno
- Nuke
- Ancient
- Overpass
- Vertigo
- Anubis

## Equipes
A o processo de qualificação para o Major ocorreu por meio de três eventos regionais (RMRs), com base nas regiões geográficas das equipes; os eventos foram realizados na Europa, nas Américas e na Ásia. Diferentemente dos Majors anteriores, em que as equipes eram classificadas de acordo com o desempenho nas RMRs, algumas vagas na Fase de Abertura e na Fase de Eliminação foram distribuídas de acordo com as classificações regionais da Valve.
Sete equipes da Europa e uma equipe das Américas se classificaram e ganharam vagas diretas para a Fase de Eliminação, de acordo com o número de equipes de cada região que avançaram para os playoffs de Paris 2023.
Os torneios RMR foram realizados nas seguintes cidades:
- Europa: Bucareste, Romênia: 14 a 24 de fevereiro

- RMR A: 14 a 17 de fevereiro
- RMR B: 19 a 22 de fevereiro
- Repescagem Europeia: 23 a 24 de fevereiro
- Ásia: Xangai, China: 26 a 28 de fevereiro
- Américas: Monterrei, México: 1 a 4 de março

Após a conclusão do RMR das Américas, a Valve atualizou suas classificações regionais e concedeu às equipes vagas na Fase de Eliminação com base em suas novas classificações. 
| Região                                | Acr                                   | Método de Qualificação                | Equipe                                | Pos.                                  |
| Qualificado para a Fase de Eliminação | Qualificado para a Fase de Eliminação | Qualificado para a Fase de Eliminação | Qualificado para a Fase de Eliminação | Qualificado para a Fase de Eliminação |
| ------------------------------------- | ------------------------------------- | ------------------------------------- | ------------------------------------- | ------------------------------------- |
| Europa                                | EU                                    | RMR Europa                            | FaZe Clan                             | 1º                                    |
| Europa                                | EU                                    | RMR Europa                            | Team Spirit                           | 2º                                    |
| Europa                                | EU                                    | RMR Europa                            | Team Vitality                         | 3º                                    |
| Europa                                | EU                                    | RMR Europa                            | MOUZ                                  | 4º                                    |
| Europa                                | EU                                    | RMR Europa                            | Virtus.pro                            | 5º                                    |
| Europa                                | EU                                    | RMR Europa                            | Natus Vincere                         | 6º                                    |
| Europa                                | EU                                    | RMR Europa                            | G2 Esports                            | 7º                                    |
| Américas                              | NA                                    | RMR Américas                          | Complexity Gaming                     | 1º                                    |
| Qualificado para a Fase de Abertura   |                                       |                                       |                                       |                                       |
| Europa                                | EU                                    | RMR Europa                            | Cloud9                                | 9º                                    |
| Europa                                | EU                                    | RMR Europa                            | Eternal Fire                          | 10º                                   |
| Europa                                | EU                                    | RMR Europa                            | ENCE                                  | 11º                                   |
| Europa                                | EU                                    | RMR Europa                            | Apeks                                 | 12º                                   |
| Europa                                | EU                                    | RMR Europa                            | HEROIC                                | 13º                                   |
| Europa                                | EU                                    | Repescagem Europeia                   | GamerLegion                           | 14º                                   |
| Europa                                | EU                                    | RMR Europa                            | SAW                                   | 20º                                   |
| Europa                                | EU                                    | RMR Europa                            | ECSTATIC                              | 21º                                   |
| Europa                                | EU                                    | RMR Europa                            | AMKAL ESPORTS                         | 23º                                   |
| Europa                                | EU                                    | RMR Europa                            | KOI                                   | 27º                                   |
| Américas                              | SA                                    | RMR Américas                          | FURIA Esports                         | 2º                                    |
| Américas                              | SA                                    | RMR Américas                          | Imperial Esports                      | 5º                                    |
| Américas                              | SA                                    | RMR Américas                          | PaiN Gaming                           | 7º                                    |
| Américas                              | SA                                    | RMR Américas                          | Legacy                                | 9º                                    |
| Ásia-Pacífico                         | APAC                                  | RMR Ásia-Pacífico                     | The MongolZ                           | 1º                                    |
| Ásia-Pacífico                         | APAC                                  | RMR Ásia-Pacífico                     | Lynn Vision Gaming                    | 2º                                    |

1. ↑  A GamerLegion, que ficou em segundo lugar na Repescagem Europeia, substituiu a 9Pandas depois de problemas com o visto.[10]

## Fase de Abertura
Em 4 de novembro de 2023, foi anunciado que a Valve havia renomeado a "Fase de Desafiantes" e a "Fase de Lendas" do Major para “Fase de Abertura” e “Fase de Eliminação”, respectivamente. As equipes também seriam distribuídas nessas fases de acordo com suas classificações regionais. Como nos Majors anteriores que usaram uma chave de sistema suíço, dezesseis equipes competirão por oito vagas na Fase de Eliminação, com todas as partidas, além das partidas de eliminação e progressão, que são melhores de três, sendo melhores de um.
A Fase de Abertura foi disputada entre 17 e 20 de março de 2024. 
| Pos. | Equipe       | V | D | RV  | RD  | DR  | BH | Qualificação                           |
| ---- | ------------ | - | - | --- | --- | --- | -- | -------------------------------------- |
| 1    | HEROIC       | 3 | 0 | 58  | 40  | +18 | 1  | Qualificado para a Fase de Eliminações |
| 2    | Cloud9       | 3 | 0 | 58  | 46  | +12 | 0  | Qualificado para a Fase de Eliminações |
| 3    | Eternal Fire | 3 | 1 | 77  | 63  | +14 | 5  | Qualificado para a Fase de Eliminações |
| 4    | ECSTATIC     | 3 | 1 | 72  | 57  | +15 | 3  | Qualificado para a Fase de Eliminações |
| 5    | PaiN         | 3 | 1 | 54  | 41  | +13 | -3 | Qualificado para a Fase de Eliminações |
| 6    | Imperial     | 3 | 2 | 113 | 105 | +8  | 0  | Qualificado para a Fase de Eliminações |
| 7    | The MongolZ  | 3 | 2 | 102 | 80  | +22 | -2 | Qualificado para a Fase de Eliminações |
| 8    | FURIA        | 3 | 2 | 100 | 75  | +25 | -9 | Qualificado para a Fase de Eliminações |
| 9    | SAW          | 2 | 3 | 83  | 97  | -14 | 2  | Eliminados                             |
| 10   | Legacy       | 2 | 3 | 71  | 79  | -8  | 2  | Eliminados                             |
| 11   | GamerLegion  | 2 | 3 | 88  | 93  | -5  | -2 | Eliminados                             |
| 12   | Lynn Vision  | 1 | 3 | 40  | 61  | -21 | 7  | Eliminados                             |
| 13   | ENCE         | 1 | 3 | 55  | 73  | -18 | 1  | Eliminados                             |
| 14   | Apeks        | 1 | 3 | 45  | 65  | -20 | -1 | Eliminados                             |
| 15   | AMKAL        | 0 | 3 | 46  | 63  | -17 | -2 | Eliminados                             |
| 16   | KOI          | 0 | 3 | 31  | 55  | -24 | -2 | Eliminados                             |

| Partidas da 1ª rodada | Partidas da 1ª rodada | Partidas da 1ª rodada | Partidas da 1ª rodada | Partidas da 1ª rodada |
| Equipe                | Pontuação             | Mapa                  | Pontuação             | Equipe                |
| --------------------- | --------------------- | --------------------- | --------------------- | --------------------- |
| CLOUD9                | 13                    | Ancient               | 10                    | ECSTATIC              |
| Eternal Fire          | 13                    | Nuke                  | 6                     | MongolZ               |
| Ence                  | 19                    | Anubis                | 22                    | Imperial              |
| Apeks                 | 8                     | Vertigo               | 13                    | PaiN Gaming           |
| Heroic                | 13                    | Nuke                  | 5                     | LVG                   |
| GL                    | 13                    | Overpass              | 5                     | AMKAL                 |
| SAW                   | 13                    | Nuke                  | 4                     | KOI                   |
| FURIA                 | 13                    | Ancient               | 16                    | Legacy                |

| Partidas da 2ª rodada | Partidas da 2ª rodada | Partidas da 2ª rodada | Partidas da 2ª rodada | Partidas da 2ª rodada |
| Equipe                | Pontuação             | Mapa                  | Pontuação             | Equipe                |
| Divisão superior      | Divisão superior      | Divisão superior      | Divisão superior      | Divisão superior      |
| --------------------- | --------------------- | --------------------- | --------------------- | --------------------- |
| Eternal Fire          | 13                    | Anubis                | 2                     | PaiN Gaming           |
| Heroic                | 16                    | Mirage                | 13                    | Imperial              |
| Cloud9                | 13                    | Overpass              | 10                    | Legacy                |
| GamerLegion           | 9                     | Vertigo               | 13                    | SAW                   |
| Divisão inferior      |                       |                       |                       |                       |
| Ecstatic              | 13                    | Vertigo               | 10                    | MongolZ               |
| Apeks                 | 16                    | Overpass              | 13                    | AMKAL                 |
| Ence                  | 16                    | Nuke                  | 12                    | KOI                   |
| Furia                 | 9                     | Nuke                  | 13                    | LVG                   |

| Partidas da 3ª rodada | Partidas da 3ª rodada | Partidas da 3ª rodada | Partidas da 3ª rodada | Partidas da 3ª rodada |
| Equipe                | Pontuação             | Mapa                  | Pontuação             | Equipe                |
| Divisão superior      | Divisão superior      | Divisão superior      | Divisão superior      | Divisão superior      |
| --------------------- | --------------------- | --------------------- | --------------------- | --------------------- |
| Heroic                | 2                     | Melhor de três        | 0                     | Eternal Fire          |
| Cloud9                | 2                     | Melhor de três        | 0                     | SAW                   |
| Divisão meio          |                       |                       |                       |                       |
| Imperial              | 13                    | Overpass              | 7                     | Apeks                 |
| PaiN Gaming           | 13                    | Nuke                  | 3                     | Ence                  |
| GamerLegion           | 13                    | Vertigo               | 4                     | Legacy                |
| Ecstatic              | 13                    | Overpass              | 8                     | LVG                   |
| Divisão inferior      |                       |                       |                       |                       |
| MongolZ               | 2                     | Melhor de três        | 1                     | AMKAL                 |
| KOI                   | 0                     | Melhor de três        | 2                     | FURIA                 |

| Partidas da 4ª rodada | Partidas da 4ª rodada | Partidas da 4ª rodada | Partidas da 4ª rodada | Partidas da 4ª rodada |
| Equipe                | Pontuação             | Mapa                  | Pontuação             | Equipe                |
| Divisão superior      | Divisão superior      | Divisão superior      | Divisão superior      | Divisão superior      |
| --------------------- | --------------------- | --------------------- | --------------------- | --------------------- |
| Eternal Fire          | 2                     | Melhor de três        | 1                     | GamerLegion           |
| SAW                   | 0                     | Melhor de três        | 2                     | PaiN Gaming           |
| Ecstatic              | 2                     | Melhor de três        | 1                     | Imperial              |
| Divisão inferior      |                       |                       |                       |                       |
| LVG                   | 0                     | Melhor de três        | 2                     | MongolZ               |
| Legacy                | 2                     | Melhor de três        | 1                     | Apeks                 |
| Ence                  | 0                     | Melhor de três        | 2                     | Furia                 |

| Partidas da 5ª rodada | Partidas da 5ª rodada | Partidas da 5ª rodada | Partidas da 5ª rodada | Partidas da 5ª rodada |
| Equipe                | Pontuação             | Mapa                  | Pontuação             | Equipe                |
| --------------------- | --------------------- | --------------------- | --------------------- | --------------------- |
| Legacy                | 0                     | Melhor de três        | 2                     | MongolZ               |
| Imperial              | 2                     | Melhor de três        | 1                     | GamerLegion           |
| SAW                   | 0                     | Melhor de três        | 2                     | FURIA                 |

## Fase de Eliminação
Assim como a Fase de Abertura, a Fase de Eliminação é disputada em uma chave de sistema suíço, com oito equipes avançando para uma Fase de Playoffs de eliminação simples. A Fase de Eliminação inclui as oito equipes que avançam da Fase de Abertura, bem como as sete equipes mais altas do qualificatório da Europa e a equipe mais alta do qualificatório das Américas no ranking regional da Valve. As partidas são disputadas no mesmo formato da Fase de Abertura.
Durante uma partida de 2-2 entre Virtus.pro e G2, o jogador da Virtus.pro, Dzhami “Jame” Ali, teve uma falha no jogo, que mais tarde foi determinada como sendo uma falha do driver gráfico da NVIDIA. O ocorrido fez com que a G2 chegasse ao ponto decisivo e gerou indignação entre todos os jogadores do torneio.
| Pos. | Equipe        | V | D | RV  | RD  | DR  | BH | Qualificação                  |
| ---- | ------------- | - | - | --- | --- | --- | -- | ----------------------------- |
| 1    | Spirit        | 3 | 0 | 65  | 41  | +24 | 1  | Equipes promovidas ao Playoff |
| 2    | MOUZ          | 3 | 0 | 52  | 25  | +27 | -1 | Equipes promovidas ao Playoff |
| 3    | Eternal Fire  | 3 | 1 | 69  | 50  | +19 | 5  | Equipes promovidas ao Playoff |
| 4    | Cloud9        | 3 | 1 | 73  | 49  | +24 | 3  | Equipes promovidas ao Playoff |
| 5    | Vitality      | 3 | 1 | 75  | 70  | +5  | -4 | Equipes promovidas ao Playoff |
| 6    | Natus Vincere | 3 | 2 | 108 | 119 | -11 | 2  | Equipes promovidas ao Playoff |
| 7    | G2            | 3 | 2 | 110 | 90  | +20 | -3 | Equipes promovidas ao Playoff |
| 8    | FaZe          | 3 | 2 | 84  | 74  | +10 | -6 | Equipes promovidas ao Playoff |
| 9    | Complexity    | 2 | 3 | 86  | 117 | -31 | 3  | Equipes Eliminadas            |
| 10   | Virtus.pro    | 2 | 3 | 91  | 100 | -9  | -2 | Equipes Eliminadas            |
| 11   | PaiN          | 2 | 3 | 107 | 109 | -2  | -6 | Equipes Eliminadas            |
| 12   | Imperial      | 1 | 3 | 53  | 66  | -13 | 5  | Equipes Eliminadas            |
| 13   | ECSTATIC      | 1 | 3 | 82  | 93  | -11 | 3  | Equipes Eliminadas            |
| 14   | HEROIC        | 1 | 3 | 51  | 68  | -17 | -2 | Equipes Eliminadas            |
| 15   | The MongolZ   | 0 | 3 | 61  | 70  | -9  | 2  | Equipes Eliminadas            |
| 16   | FURIA         | 0 | 3 | 40  | 66  | -26 | 0  | Equipes Eliminadas            |

| Partidas da 1ª rodada | Partidas da 1ª rodada | Partidas da 1ª rodada | Partidas da 1ª rodada | Partidas da 1ª rodada |
| Equipe                | Pontuação             | Mapa                  | Pontuação             | Equipe                |
| --------------------- | --------------------- | --------------------- | --------------------- | --------------------- |
| Natus Vincere         | 13                    | Mirage                | 10                    | The MongolZ           |
| MOUZ                  | 13                    | Overpass              | 11                    | ECSTATIC              |
| Virtus.pro            | 6                     | Inferno               | 13                    | Imperial              |
| Vitality              | 10                    | Inferno               | 13                    | Eternal Fire          |
| Complexity            | 13                    | Vertigo               | 9                     | PaiN                  |
| FaZe                  | 10                    | Ancient               | 13                    | HEROIC                |
| Spirit                | 13                    | Ancient               | 7                     | Cloud9                |
| G2                    | 13                    | Inferno               | 3                     | FURIA                 |

| Partidas da 2ª rodada | Partidas da 2ª rodada | Partidas da 2ª rodada | Partidas da 2ª rodada | Partidas da 2ª rodada |
| Equipe                | Pontuação             | Mapa                  | Pontuação             | Equipe                |
| Divisão superior      | Divisão superior      | Divisão superior      | Divisão superior      | Divisão superior      |
| --------------------- | --------------------- | --------------------- | --------------------- | --------------------- |
| Spirit                | 13                    | Mirage                | 2                     | Imperial              |
| Mouz                  | 13                    | Vertigo               | 11                    | Eternal Fire          |
| Complexity            | 19                    | Vertigo               | 17                    | Heroic                |
| NAVI                  | 13                    | Nuke                  | 11                    | G2                    |
| Divisão inferior      |                       |                       |                       |                       |
| FaZe Clan             | 13                    | Ancient               | 7                     | Furia                 |
| Vitality              | 13                    | Nuke                  | 9                     | MongolZ               |
| VP                    | 13                    | Inferno               | 9                     | PaiN                  |
| C9                    | 13                    | Overpass              | 3                     | Ecstatic              |

| Partidas da 3ª rodada | Partidas da 3ª rodada | Partidas da 3ª rodada | Partidas da 3ª rodada | Partidas da 3ª rodada |
| Equipe                | Pontuação             | Mapa                  | Pontuação             | Equipe                |
| Divisão superior      | Divisão superior      | Divisão superior      | Divisão superior      | Divisão superior      |
| --------------------- | --------------------- | --------------------- | --------------------- | --------------------- |
| MOUZ                  | 2                     | Melhor de três        | 0                     | Complexity            |
| Spirit                | 2                     | Melhor de três        | 1                     | NAVI                  |
| Divisão Meio          |                       |                       |                       |                       |
| Heroic                | 6                     | Ancient               | 13                    | Virtus Pro            |
| Eternal Fire          | 13                    | Overpass              | 1                     | FaZe Clan             |
| Imperial              | 9                     | Overpass              | 13                    | Vitality              |
| G2                    | 9                     | Anubis                | 13                    | Cloud9                |
| Divisão inferior      |                       |                       |                       |                       |
| Ecstatic              | 2                     | Melhor de três        | 1                     | Furia                 |
| MongolZ               | 1                     | Melhor de três        | 2                     | PaiN                  |

| Partidas da 4ª rodada | Partidas da 4ª rodada | Partidas da 4ª rodada | Partidas da 4ª rodada | Partidas da 4ª rodada |
| Equipe                | Pontuação             | Mapa                  | Pontuação             | Equipe                |
| Divisão superior      | Divisão superior      | Divisão superior      | Divisão superior      | Divisão superior      |
| --------------------- | --------------------- | --------------------- | --------------------- | --------------------- |
| Eternal Fire          | 2                     | Melhor de três        | 1                     | Virtus Pro            |
| Complexity            | 1                     | Melhor de três        | 2                     | Vitality              |
| Cloud9                | 2                     | Melhor de três        | 1                     | Navi                  |
| Divisão inferior      |                       |                       |                       |                       |
| Imperial              | 1                     | Melhor de três        | 2                     | FaZe Clan             |
| Ecstatic              | 1                     | Melhor de três        | 2                     | G2                    |
| PaiN Gaming           | 2                     | Melhor de três        | 0                     | Heroic                |

| Partidas da 5ª rodada | Partidas da 5ª rodada | Partidas da 5ª rodada | Partidas da 5ª rodada | Partidas da 5ª rodada |
| Equipe                | Pontuação             | Mapa                  | Pontuação             | Equipe                |
| --------------------- | --------------------- | --------------------- | --------------------- | --------------------- |
| Complexity            | 0                     | Melhor de três        | 2                     | FaZe Clan             |
| NAVI                  | 2                     | Melhor de três        | 0                     | PaiN Gaming           |
| Virtus Pro            | 1                     | Melhor de três        | 2                     | G2                    |

## Fase de Playoff
Com oito equipes restantes, a fase final do Major é uma chave de eliminação única, com todas as partidas jogadas em mapas à melhor de três.
Em 29 de março, durante uma partida das quartas de final entre G2 e MOUZ, espectadores invadiram o palco e foram detidos pela segurança do evento, danificando o troféu. A PGL divulgou uma declaração após o incidente, afirmando que pretendia apresentar queixa contra os invasores, que supostamente estavam envolvidos com uma plataforma de jogos de azar de Counter-Strike.
A fase de playoffs foi disputada entre 28 e 31 de março de 2024.

### Esquema
|  | Quartas de final | Quartas de final | Quartas de final | Quartas de final | Quartas de final | Quartas de final |    |               | Semifinais    | Semifinais | Semifinais | Semifinais | Semifinais | Semifinais |  |  | Final     | Final     | Final | Final | Final | Final |
|  |                  |                  |                  |                  |                  |                  |    |               |               |            |            |            |            |            |  |  |           |           |       |       |       |       |
|  | 1                | Team Spirit      | 7                | 19               | 14               | 1                |    |               |               |            |            |            |            |            |  |  |           |           |       |       |       |       |
|  | 8                | FaZe Clan        | 13               | 16               | 16               | 2                |    |               |               |            |            |            |            |            |  |  |           |           |       |       |       |       |
|  | 8                | FaZe Clan        | 13               | 16               | 16               | 2                |    | FaZe Clan     | FaZe Clan     | 13         | 5          | 13         | 2          |            |  |  |           |           |       |       |       |       |
|  |                  |                  |                  |                  |                  |                  |    | FaZe Clan     | FaZe Clan     | 13         | 5          | 13         | 2          |            |  |  |           |           |       |       |       |       |
|  |                  | Team Vitality    | Team Vitality    | 7                | 13               | 8                | 1  |               |               |            |            |            |            |            |  |  |           |           |       |       |       |       |
|  | 5                | Team Vitality    | Team Vitality    | 7                | 13               | 8                | 1  | Vitality      | 13            | 13         | –          | 2          |            |            |  |  |           |           |       |       |       |       |
|  | 5                |                  |                  |                  |                  |                  |    | Vitality      | 13            | 13         | –          | 2          |            |            |  |  |           |           |       |       |       |       |
|  | 4                | Cloud9           | 8                | 2                | –                | 0                |    |               |               |            |            |            |            |            |  |  |           |           |       |       |       |       |
|  |                  |                  |                  |                  |                  |                  |    |               |               |            |            |            |            |            |  |  | FaZe Clan | FaZe Clan | 9     | 13    | 3     | 1     |
|  |                  |                  | Natus Vincere    | Natus Vincere    | 13               | 2                | 13 | 2             |               |            |            |            |            |            |  |  |           |           |       |       |       |       |
|  | 3                | Eternal Fire     | 13               | 9                | –                | 0                |    |               |               |            |            |            |            |            |  |  |           |           |       |       |       |       |
|  | 6                | Natus Vincere    | 16               | 13               | –                | 2                |    |               |               |            |            |            |            |            |  |  |           |           |       |       |       |       |
|  | 6                | Natus Vincere    | 16               | 13               | –                | 2                |    | Natus Vincere | Natus Vincere | 16         | 7          | 13         | 2          |            |  |  |           |           |       |       |       |       |
|  |                  |                  |                  |                  |                  |                  |    | Natus Vincere | Natus Vincere | 16         | 7          | 13         | 2          |            |  |  |           |           |       |       |       |       |
|  |                  | G2               | G2               | 13               | 13               | 11               | 1  |               |               |            |            |            |            |            |  |  |           |           |       |       |       |       |
|  | 7                | G2               | G2               | 13               | 13               | 11               | 1  | G2            | 13            | 13         | –          | 2          |            |            |  |  |           |           |       |       |       |       |
|  | 7                |                  |                  |                  |                  |                  |    | G2            | 13            | 13         | –          | 2          |            |            |  |  |           |           |       |       |       |       |
|  | 2                | MOUZ             | 9                | 6                | –                | 0                |    |               |               |            |            |            |            |            |  |  |           |           |       |       |       |       |

### Premiação
| PGL Major Copenhagen 2024          |
| tamanho=60px                       |
| ---------------------------------- |
| Natus Vincere Campeão (2.º título) |